# Vlag van Bleiswijk

Vlag van de gemeente Bleiswijk
(1992-2007)

Vlag van de gemeente Bleiswijk
(1974-1992)

De vlag van Bleiswijk is op 28 maart 1992 bij raadsbesluit vastgesteld als de gemeentevlag van de Zuid-Hollandse gemeente Bleiswijk. De vlag is in het raadsbesluit als volgt beschreven:
Een witte vlag met een zwart kruis (armdikte gelijk aan 1/5 vlaghoogte), waarbij de ene arm ligt op 1/3 van de vlaglengte, met in de bovenhals een geel kruiskwartier, waarop een rode open ruit (hoogte gelijk aan 3/10 vlaghoogte) en in de andere drie kruiskwartieren een aanstotende zwarte schijf (middenlijn gelijk aan 3/10 vlaghoogte).
De vlag was ontworpen door de Stichting voor Banistiek en Heraldiek en was gebaseerd op het gemeentewapen.In de toelichting valt onder andere te lezen: het basispatroon van Karel de Grote's Christenrijk (zoals ook gebezigd door ridderlijke Orden, gevestigd langs de Oostzee. een zwart kruis op een wit vlaggedoek (het kruis geplaatst met een arm op 1/3 van de vlaglengte; vgl. ook de vlaggen van de Skandinavische landen!) gespecificeerd in lokaal gebruik met drie zwarte bollen en een bovenhalskwartier. De bollen zijn een vereenvoudigd Sint-Blasius, c.q. Lalaing-embleem
Op 1 januari 2007 fuseerde Bleiswijk met Bergschenhoek en Berkel en Rodenrijs tot de nieuwe gemeente Lansingerland. De vlag is daardoor als gemeentevlag komen te vervallen.

## Voorgaande vlag
Op 14 februari 1974 was een eerdere vlag aangenomen die als volgt kan worden beschreven:
Twee banen van gelijke hoogte, rood en geel, met op de rode baan aan de broekingzijde het gemeentewapenschild.
Deze vlag was waarschijnlijk afgeleid van de oude defileervlag die ter gelegenheid van het veertigjarig regeringsjubileum van koningin Wilhelmina in 1938 was vervaardigd en uitsluitend bedoeld was voor het defilé in Amsterdam.

## Verwante afbeeldingen

Het wapen van Bleiswijk
De vlag van Lansingerland

Alkemade 
· Ameide 
· Ammerstol 
· Arkel 
· Asperen 
· Benthuizen 
· Bergambacht 
· Bergschenhoek 
· Berkel en Rodenrijs 
· Bernisse 
· Binnenmaas 
· Bleiswijk 
· Bleskensgraaf en Hofwegen
· Bodegraven 
· Boskoop
· Brielle 
· Cromstrijen 
· De Lier 
· Delfshaven 
· Dirksland 
· Everdingen 
· Geervliet 
· Giessenburg 
· Giessenlanden
· Goedereede 
· Goudswaard 
· Graafstroom 
· 's-Gravendeel 
· 's-Gravenzande 
· Groot-Ammers
· Hagestein 
· Haastrecht 
· Hazerswoude 
· Heenvliet 
· Heerjansdam 
· Hei- en Boeicop
· Heinenoord
· Hellevoetsluis 
· Hillegersberg
· Jacobswoude
· Kamerik
· Korendijk
· Koudekerk aan den Rijn
· Krimpen aan de Lek
· Langerak
· Leerdam
· Leidschendam
· Leimuiden
· Lexmond
· Liemeer
· Liesveld
· Maasland
· Middelharnis
· Mijnsheerenland
· Moerhuizen
· Moerkapelle
· Molenwaard
· Monster
· Moordrecht
· Naaldwijk
· Nederlek
· Nieuw-Beijerland
· Nieuwerkerk aan den IJssel
· Nieuw-Lekkerland
· Nieuwpoort
· Nieuwveen
· Noordwijkerhout
· Nootdorp
· Numansdorp
· Oostflakkee
· Oostvoorne
· Oud-Alblas
· Oud-Beijerland 
· Oude-Tonge 
· Oudenhoorn 
· Ouderkerk 
· Ouderkerk aan den IJssel
· Overschie
· Piershil 
· Pijnacker 
· Poortugaal 
· Puttershoek 
· Reeuwijk 
· Rhoon 
· Rijnsaterwoude 
· Rijnsburg 
· Rijnwoude 
· Rockanje 
· Rozenburg 
· Sassenheim 
· Schelluinen 
· Schipluiden 
· Schoonhoven 
· Schoonrewoerd 
· Sommelsdijk 
· Spijkenisse 
· Streefkerk 
· Strijen 
· Ter Aar 
· Valkenburg 
· Vianen 
· Vierpolders 
· Vlist 
· Voorburg 
· Voorhout 
· Warmond 
· Wateringen 
· Westmaas 
· Westvoorne 
· Woerden 
· Woubrugge 
· Zederik 
· Zevenhoven 
· Zevenhuizen 
· Zevenhuizen-Moerkapelle 
· Zuid-Beijerland 
· Zuidland 
· Zwammerdam 
· Zwartewaal